# Serratia
Serratia – rodzaj taksonomiczny z rodziny Yersiniaceae. Zalicza się do nich gramujemne i nieprzetrwalnikujące pałeczki.

## Budowa
Długość komórek zawiera się w przedziale 1–5 μm.

## Właściwości metaboliczne

### Profil oddechowy
Bakterie z rodzaju Serratia są względnymi tlenowcami.

### Produkcja enzymów
Cechą odróżniającą Serratia od innych przedstawicieli Yersiniaceae jest zdolność do produkcji 3 enzymów:
- DNazy NucA
- lipazy
- żelatynazy (serralizyny)

## Znaczenie dla człowieka
Wielu przedstawicieli bakterii z rodzaju Serratia jest patogenami oportunistycznymi człowieka. Do infekcji człowieka bakteriami Serratia dochodzi przeważnie w szpitalach. Bakterie te zdolne są do tworzenia biofilmów. Umożliwia to niektórym gatunkom kolonizację dróg oddechowych, cewki moczowej oraz przewodu pokarmowego osób dorosłych.

## Przedstawiciele
Do rodzaju Serratia zaliczamy następujące gatunki:
- Serratia entomophila
- Serratia ficaria
- Serratia fonticola
- Serratia glossinae
- Serratia grimesii
- Serratia liquefaciens
- Serratia marcescens
- Serratia nematodiphila
- Serratia odorifera
- Serratia plymuthica
- Serratia proteamaculans
- Serratia quinivorans
- Serratia rubidaea
- Serratia symbiotica
- Serratia ureilytica

## Bakteriofagi infekująceSerratia
Do bakteriofagów infekujących przedstawicieli z rodzaju Serratia zaliczamy następujące gatunki:
| Rząd         | Rodzina          | Gatunek       | Długość genomu        | Numer GeneBank         | Miejsce izolacji                                                   |
| ------------ | ---------------- | ------------- | --------------------- | ---------------------- | ------------------------------------------------------------------ |
| Caudovirales | Ackermannviridae | KPN4          | 160,268 bp            | KX452697.1             | 21°08'16.8"N 79°09'24.1"E ścieki Bhandewadi                        |
| Caudovirales | Ackermannviridae | 2050H1        | 159,631 bp            | MF285619.1             | b.d.                                                               |
| Caudovirales | Ackermannviridae | vB_SmaA_3M    | 159,398 bp            | MH929319.1             | b.d.                                                               |
| Caudovirales | Ackermannviridae | φMAM1         | 157,834 bp            | JX878496.1 NC_020083.1 | 52°14'01.3"N 0°09'11.2"E ścieki Milton (Cambridge, United Kingdom) |
| Caudovirales | Ackermannviridae | vB_Sru_IME250 | 154,938 bp            | KX147096.1 NC_042047.1 | 39°52'02.5"N 116°21'20.8"E ścieki Szpital YouAn                    |
| Caudovirales | Myoviridae       | BF            | 357,154 bp            | KY630187.1 NC_041917.1 | Kompost z trawy                                                    |
| Caudovirales | Myoviridae       | 2050HW        | 276,025 bp            | MF285618.1             | b.d.                                                               |
| Caudovirales | Myoviridae       | Moabite       | 273,933 bp            | MK994515.1             | farma trzody chlewnej                                              |
| Caudovirales | Myoviridae       | X20           | 172,450 bp            | MF036692.1             | 52°14'01.3"N 0°09'11.2"E ścieki Milton (Cambridge, United Kingdom) |
| Caudovirales | Myoviridae       | χ14           | 171,175 bp            | MF036690.1 NC_041996.1 | 52°14'01.3"N 0°09'11.2"E ścieki Milton (Cambridge, United Kingdom) |
| Caudovirales | Myoviridae       | CBH8          | 171,175 bp            | MF036691.1             | 52°14'01.3"N 0°09'11.2"E ścieki Milton (Cambridge, United Kingdom) |
| Caudovirales | Myoviridae       | PS2           | 167,266 bp            | KJ025957.1 NC_024121.1 | b.d.                                                               |
| Caudovirales | Myoviridae       | MyoSmar       | 68,745 bp             | MN062189.1             | b.d.                                                               |
| Caudovirales | Myoviridae       | MTx           | (częściowy) 68,621 bp | MK618717.1             | b.d.                                                               |
| Caudovirales | Podoviridae      | Parlo         | 62,853 bp             | MK618715.1             | b.d.                                                               |
| Caudovirales | Podoviridae      | SM9-3Y        | 39,631 bp             | KX778611.3             | b.d.                                                               |
| Caudovirales | Podoviridae      | 2050H2        | 39,216 bp             | MF285620.1             | b.d.                                                               |
| Caudovirales | Siphoviridae     | Scapp         | 42,969 bp             | MH553517.1             | b.d.                                                               |
| Caudovirales | Siphoviridae     | Serbin        | 42,882 bp             | MK608336.1             | 30°38'06.5"N 96°17'52.5"W Sadzawka College Station, Texas          |
| Caudovirales | Siphoviridae     | η             | 42,724 bp             | KC460990.1 NC_021563.1 | b.d.                                                               |